# Шосе A30 (Ботсвана)
Шосе A30 — це шосе в Ботсвані, яке відходить від дороги A3 за кілька кілометрів від Франсистауна, обертається навколо западини Макгадікгаді і знову з’єднується з A3 на околиці Мотопі.